# Selin Sezgin
Selin Sezgin (ur. 20 czerwca 1990 w Ankarze) – turecka aktorka filmowa i telewizyjna.

## Życiorys
Selin Sezgin urodziła się 20 czerwca 1990 w Ankarze. Absolwentka Wydziału Ceramiki i Szkła Uniwersytetu Sztuk Pięknych Mimara Sinana. W 2014 wystąpiła w filmie pełnometrażowym pt. Zeytinyağlı Yiyemem Aman w reżyserii Zeynep Tor. W tym samym roku została zaangażowana do roli Melek w serialu telewizyjnym Elif, w którym występowała w latach 2014–2019, odgrywając postać matki tytułowej bohaterki. W 2018, na potrzeby tej produkcji, wykonała utwór pt. „Boş Beşik”, do którego słowa i muzykę napisał Murat Evgin. W 2019 wystąpiła w komedii zatytułowanej Hayatta Olmaz, którą wyreżyserował Emre Çaltılı. W tym samym roku uzyskała nominację do nagrody Latina TV Turkish Awards w Peru, w kategorii Najlepsza aktorka drugoplanowa. W 2020 wcieliła się w postać Sedy w komedii romantycznej pt. Bay Yanliş. W 2021 wystąpiła w roli Sahry w filmie wojennym Anka-Karabağ Operasyonu w reżyserii Metina Kuru. W 2022 została zaangażowana do serialu telewizyjnego Canım Annem, w którym wcieliła się w dwie postaci – Cemre i Nazlı. W tym samym roku uzyskała nominację do nagrody Produ Awards w kategorii Najlepsza aktorka w serialu zagranicznym.

## Filmografia
| Filmy fabularne     |                          |                               |       |
| Rok                 | Tytuł                    | Reżyseria                     | Rola  |
| 2014                | Zeytinyağlı Yiyemem Aman | Zeynep Tor                    |       |
| 2019                | Hayatta Olmaz            | Emre Çaltılı                  |       |
| 2021                | Anka-Karabağ Operasyonu  | Metin Kuru                    | Sahra |
| Seriale telewizyjne |                          |                               |       |
| Rok                 | Tytuł                    | Reżyseria                     | Rola  |
| 2014–2019           | Elif                     | Fulya Yavuzoğlu, Canan Yılmaz | Melek |
| 2020                | Bay Yanliş               | Deniz Yorulmazer              | Seda  |
| 2022                | Canım Annem              | Emrah Şendur, Ece Tahtalıoğlu | Cemre |
| 2022                | Canım Annem              | Emrah Şendur, Ece Tahtalıoğlu | Nazlı |

## Nagrody i nominacje
| Rok  | Nagroda                  | Kategoria                                              | Rezultat  |
| ---- | ------------------------ | ------------------------------------------------------ | --------- |
| 2019 | Latina TV Turkish Awards | Najlepsza aktorka drugoplanowa                         | Nominacja |
| 2022 | Produ Awards             | Najlepsza aktorka w serialu zagranicznym (Canım Annem) | Nominacja |